# Collisione aerea della baia di Quiberon
La collisione aerea della baia di Quiberon è stato un incidente aereo avvenuto il 30 luglio 1998. Coinvolse un volo passeggeri di linea da Lione a Lorient ed un Cessna 177 privato. Entrambi gli aerei precipitarono in mare, provocando la morte di tutte le quindici persone a bordo di entrambi i velivoli.

## Gli aerei
L'aereo più grande era un Beechcraft 1900D registrato F-GAJE appartenente alla compagnia Proteus Airlines, entrato in servizio l'8 novembre 1996. L'altro aereo era un Cessna 177 privato registrato F-GSJM.

## Passeggeri ed equipaggio
L'aereo della Proteus Airlines trasportava 12 passeggeri e 2 membri dell'equipaggio. Il Cessna trasportava solo il pilota.

## L'incidente
Il volo 706 decollò da Lione-Saint-Exupéry alle 12:21 ora locale diretto all'aeroporto di Lorient. Dopo circa settanta minuti di volo, l'equipaggio fece richiesta al controllore di avvicinamento Lorient di deviare leggermente dalla rotta verso ovest, fino alla baia di Quiberon. Il motivo di questa deviazione era quello di dare ai passeggeri e all'equipaggio una visione della SS Norway (precedentemente denominata SS France), a quel tempo il più lungo transatlantico mai costruito in Francia. Esami successivi del registratore vocale della cabina di pilotaggio del 1900D rivelarono che un passeggero si era diretto verso la cabina di pilotaggio e aveva informato il pilota e il copilota della presenza del transatlantico nelle vicinanze, quindi aveva suggerito un passaggio più vicino alla nave. In quei momenti, un Cessna 177, registrato F-GSJM e appartenente a un club di volo locale, decollò dall'aerodromo di Vannes per un volo verso Quiberon.
Alle 13:53, dopo essere stato autorizzato a scendere a 3 700 piedi (1 100 m) sopra la baia, l'equipaggio del Proteus contattò nuovamente il controllo del traffico aereo e annullò il piano di volo basato sulle regole del volo strumentale per passare a regole del volo a vista; scesero poi a 2 000 piedi (610 m) mentre giravano a 360° intorno alla nave. Alle 13:56, il pilota del Cessna contattò il servizio informazioni volo aeroportuale di Quiberon quando superò Larmor-Baden, informandolo della sua intenzione di scendere da 3 000 piedi (910 m) a 1 500 piedi (460 m). Alle 13:57, l'equipaggio del Proteus annunciò al controllore di avvicinamento Lorient di aver raggiunto la fine del loro passaggio sulla baia e richiesero una rotta diretta verso Lorient. Dopo aver ricevuto la conferma di questa richiesta, alle 13:58, il volo Proteus Airlines 706 si scontrò con il Cessna. Entrambi gli aerei caddero immediatamente in acqua, provocando la morte di tutti i 14 a bordo del Beechcraft, nonché dell'unico occupante del Cessna.

## Le indagini
L'inchiesta rivelò che il transponder del Cessna non era stato acceso. In una documentazione pubblicata dall'Aeronautical Information Service tra il 1997 e il 1998 e probabilmente utilizzata dal pilota del Cessna, l'uso del transponder durante un volo con regole a vista poteva essere interpretato come facoltativo. Di conseguenza, il Cessna non era raffigurato sullo schermo radar del controllore di Lorient; questi non poteva quindi sapere della sua presenza e avvertire l'equipaggio del Beechcraft. Nel comunicare con un controllore del servizio informazioni volo aeroportuale di Quiberon, il pilota del Cessna, allo stesso modo, non fu informato della presenza del Beechcraft.
L'inchiesta rivelò inoltre che l'organizzazione delle attività nella cabina di pilotaggio del Beechcraft e la sua ergonomia durante la svolta di 360° a sinistra non consentivano un monitoraggio efficace durante l'avvicinamento dei due aeromobili, in particolare all'esterno della curva, posizionando il Cessna nel punto cieco del Beechcraft. La posizione del sole, così come la configurazione della fusoliera e il muso del Cessna, si pensa possano aver ostacolato la vista del pilota del Cessna nei momenti appena precedenti alla collisione.
A seguito di questo incidente, il BEA raccomandò ai piloti di cancellare i piani di volo con regole del volo strumentale solo in caso di reale necessità.

## Nella cultura di massa
La collisione aerea della baia di Quiberon è rappresentata nel quinto episodio della sedicesima stagione del documentario canadese Indagini ad alta quota trasmesso dal National Geographic Channel. L'episodio si intitola "Deviazione mortale".